# Kera

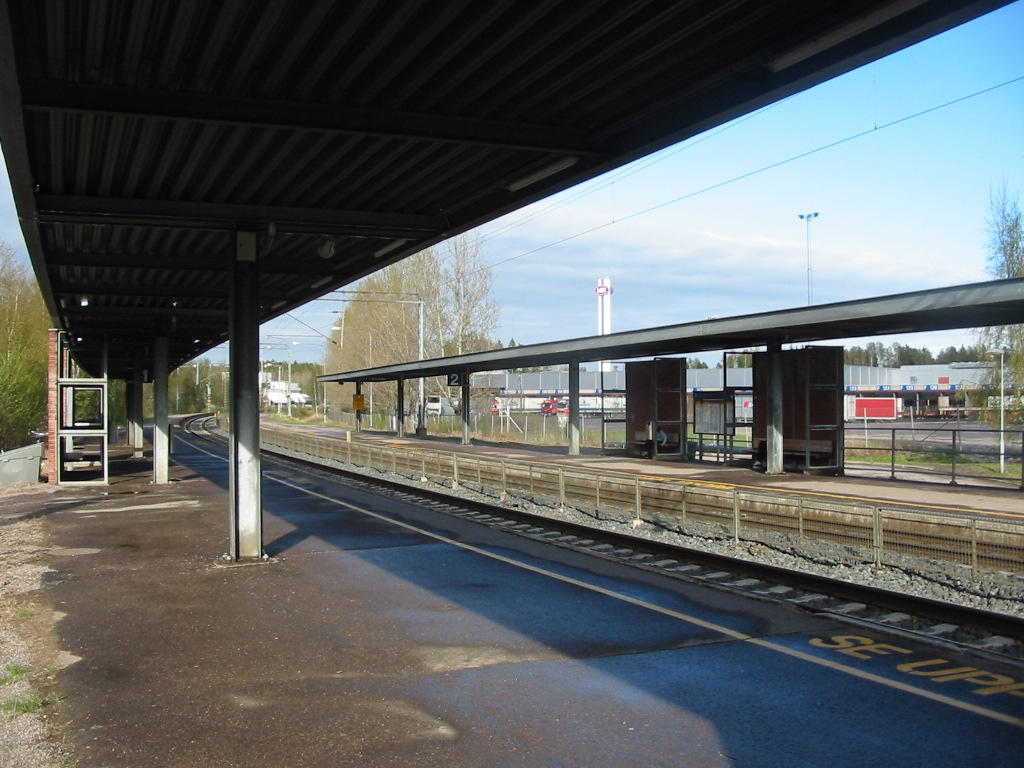
Kera station

Kera [ke-] är ett industriområde med järnvägsstation (Kea) på Kustbanan Åbo-Helsingfors i Esbo stad. Administrativt ligger Kera i stadsdelen Kilo. Området har fått sitt namn av en keramikfabrik som funnits på området. Fabriken hette Kera Oy från år 1936 fram till sin konkurs år 1958.